# Patrick Matthews
Patrick Matthews (Sydney, 29 de novembro de 1975) é um baixista australiano ex-integrante da banda The Vines e atualmente integrante do Youth Group.
Matthews fundou The Vines com Craig Nicholls. Os dois se conheceram enquanto trabalhavam no McDonald's, em Sydney. Matthews ficou com a banda por dois álbuns: Highly Evolved de 2002 e Winning Days de 2004.
Não participou da turnê após o lançamento de Winning Days em 2004 pelo famoso fato de ter deixado o palco e a banda após Nicholls, que tem síndrome de Asperger, ter tido um colapso no Sydney Annandale Hotel. Craig quebrou sua guitarra, insultou a multidão e caiu no chão gritando. Atualmente é o baixista da banda australiana Youth Group que fez sucesso com o cover da música "Forever Young" da banda alemã, Alphaville, porém em 2009 a banda parou até que em 2015 voltaram. Durante esse hiato ele acabou se envolvendo com outras bandas como "The Red Sun Band", "Betty Airs" e "Community Radio".
Patrick e seu irmão John ambos participaram Sydney Technical High School, Bexley.